# Tuatha de Danann (gruppo musicale)
I Tuatha de Danann sono una band folk metal originaria del Minas Gerais, regione brasiliana con capoluogo Belo Horizonte, fondata nel 1995.

## Storia
I Tuatha de Danann affondano le loro radici nella musica celtica tradizionale, rifacendosi agli insegnamenti degli Skyclad, padri del genere. Seppur con una grafia semplificata, il nome del gruppo viene infatti dai Túatha Dé Danann, il quarto popolo celtico che invase l'Irlanda (circa 2000 anni prima di Cristo) che significa letteralmente "il popolo della dea Danù".
Nel 1999 questi quattro ragazzi brasiliani pubblicano il loro primo demo, Tuatha de Danann, che viene accolto benissimo dal pubblico e dalla critica: fin dall'inizio si notano le notevoli abilità compositive e musicali del leader Bruno Maia che, oltre a cantare, suona flauto, chitarra acustica, mandolino e cornamusa. I testi parlano ovviamente di temi fantasy e folk irlandesi e ciò desta molto stupore nel pubblico brasiliano, lontanissimo da tali tradizioni. Il disco contiene comunque canzoni di successo come The bards of the infinity, Faeryage e Inrahma.
Il successivo disco, Tingaralatingadun, primo full-length della band, non delude le aspettative. Esso si rivela anzi un ottimo lavoro, guidato da tracce come The dance of the little ones, Behold the horned king, Finganforn, The dwarves rebellion e la title track.
La scena brasiliana penalizza fortemente questo talentuoso gruppo che non riesce a raggiungere un vero e proprio successo. Intanto nel 2002 esce, poi ampliato nel 2003, il disco The delirium has just began..., altro buon successo sintetizzato al meglio dalla traccia Brazuzan - Taller than a hill.
I Tuatha de Danann pubblicano un nuovo disco nel 2004 sotto il nome di Trova di Danú. Esso presenta le solite tematiche ma anche con un sound più ricercato e ampliato dall'uso di molti più strumenti folkloristici. Le tracce principali del disco diventano Bella natura, Lover of the queen, Spellboundance, Believe: it's true e The wheel.

## Formazione
- Bruno Leite Russi Maia - voce, chitarra, flauti, mandolino, chitarra acustica, cornamuse
- Rodrigo Paiva Reis Teixeira - chitarra, chitarra acustica, scream
- Giovani Gomes Mendonça - basso, scream
- Rodrigo Figueiredo de Abreu - batteria e percussioni

## Discografia
Album in studio
- 2001 - Tingaralatingadun
- 2002 - The Delirium Has Just Began...
- 2004 - Trova di Danú
- 2016 - Tuatha de Danann

Demo
- 1996 - The Last Pendragon
- 1999 - Faeryage

EP
- 1999 - Tuatha de Danann
- 2019 - The Tribes of Witching Souls

Live
- 2009 - Acoustic Live

Singoli
- 2014 - Dawn of a New Sun